# Phasmatinae
Phasmatinae – podrodzina straszyków z rodziny Phasmatidae.

## Systematyka
Phasmida Species File wymienia 3 plemiona:

### Acanthomimini
Günther, 1953; występują w Australazji
- Acanthomima Kirby, 1904
- Anophelepis Westwood, 1859
- Arphax Stål, 1875
- Echetlus Stål, 1875
- Mauritiophasma Cliquennois & Brock, 2004
- Vasilissa Kirby, 1896

### Acanthoxylini
Bradley i Galil, 1977
- Acanthoxyla Uvarov, 1944
- Argosarchus Hutton, 1898
- Clitarchus Stål, 1875
- Pseudoclitarchus Salmon, 1991
- Tepakiphasma Buckley i Bradler, 2010

### Phasmatini
Występują głównie w Australazji i południowo-wschodniej Azji
- Acrophylla Gray, 1835
- Anchiale Stål, 1875
- Cigarrophasma Brock & Hasenpusch, 2001
- Ctenomorpha Gray, 1833
- Dryococelus Gurney, 1947
- Eurycnema Serville, 1838
- Onchestus Stål, 1877
- Paractenomorpha Hennemann & Conle, 2004
- Paracyphocrania Redtenbacher, 1908
- Paronchestus Redtenbacher, 1908
- Peloriana Uvarov, 1940
- Phasma Lichtenstein, 1796

Niektórzy traktują plemiona Clitumnini i Pharnaciini jako należące do tej rodziny. Achriopterini i Stephanacridini są podobnie traktowane, ale również podaje się je obecnie jako incertae sedis.